# Мехмед III
Мехмед III (тур. III. Mehmet; Маниса, 26. мај 1566 — Истанбул, 22. децембар 1603) је био султан Османског царства од 1595. до своје смрти 1603.
Мехмед је био познат по налогу егзекуције своје браће и предводио војску у Дугом турском рату, током којег је османска војска однела победу у одлучујућој бици код Керештеса. Ова победа је, међутим, поткопана неким војним губицима као што су Ђер и Никопољ. Такође је наредио успешно гушење побуна Џелалија. Султан је такође комуницирао са двором Елизабете I на основу јачих трговачких односа и у нади да ће се Енглеска удружити са Османлијама против Шпанаца.

## Биографија
Мехмед се родио као најстарији син султана Мурата III и султаније Сафије. Мехмедова владавина почела је 1595. године, када је имао 28 година. Наследио је свога оца султана Мурата III. Мехмед је озлоглашен зато што је, ступивши на престо, одмах наредио да се погубе деветнаесторица његове браће. Његова мајка, султанија Сафије, имала је јако велики утицај на њега. Живео је сарајским животом и није много учествовао у спољној политици, те је о томе бригу водила његова мајка Сафије. За време његове владавине није било значајнијих војних сукоба осим побуна у властитим редовима и борби против Хабзбурга по Мађарској. Као владар био је веома окрутан, а врхунац његове окрутности био је када је наредио погубљење свог најстаријег сина Махмуда.
Мехмед III је преминуо 22. децембра 1603. године.

## Детињство и младост
Султан Мехмед је рођен за време владавине свог прадеде султана Сулејмана I, 1566. године. Он је био син тадашњег принца Мурата (Мурат III касније), и унук Сулејмановог престолонаследника Селима II. Сулејман Величанствени је умро исте године када је Мехмед рођен, а на престо је ступио Мехмедов деда Селим II, Селим је умро када је Мехмед имао 8 година, и као резултат тога на престо долази његов отац Мурат III. Већ 1582. године, Мехмед је именован као санџак-бег Манисе, и напустио је Истанбул. Његова тетка Гевхерхан му је исте године поклонила конкубину Хандан-хатун. Док је живео у Маниси наредних четрнаест година, поред Хандан, касније је имао и конкубину Халиме. Током 1594. године, султану Мурату се није свидела Мехметова популарност међу јањичарима. Сафије, поред свих напора да смири султана, је послала сину писмо у Маниси да буде опрезан на сваком кораку и упозорила га је да га султан можда погуби.

## Владавина
Султан Мехмед III постаје озлоглашен у Османској историји због тога што је побио деветнаесторицу своје браће, да обезбеди своју власт. Осим тога, све конкубине које су биле трудне са његовим оцем су стављене у врећу бачене у Босфор по његовом наређењу. Све њих задавили су Мехмедови глувонеми џелати.
Мехмед III био је конзервативнији од свога оца, султана Мурата III. Његова владавина означила је уметнички патронат, почевши да гради минијатуре својих претходника. Његова владавина, видно није имала веће застоје за опадање Османског царства. Мехмед није био заинтересован за ратовање, те се углавном трудио да има мирне односе са околним земљама.
Он није наследио осећај за одговорност од свог оца, па је управљање харемом и владом оставио својој мајци Султанији Сафији, која је за време његове владавине била Мајка Султанија имала сву моћ у држави, као и велики број везира, паша, ага и бегова под њеним утицајем, па је и сам Мехмед био често под утицајем своје мајке. На њен наговор убио је принца Махмуда, сопственог сина. Султанија Сафије имала је огромно богатство и веома велики утицај.
Његов први велики проблем је био ривалитет између два његова везира Сердар Ферхад-паше и Коџа Синан-паше, као и њихових присталица. Како је Коџа Синан-паша имао више присталица, убедио је султана у непочинства Ферхат-паше, па га је султан разрешио дужности и касније осудио на смрт.. Како је Ферхат-паша био ожењен ћерком султаније Сафије Хумашах, султанија Сафије је покушала заједно са супругом њене млађе ћерке Ајше да убеди Султана да поштеди Ферхата, али безуспешно.

## Рат са Аустријом
Главни догађај његове владавине био је аустро-турски рат у Мађарској (1593—1606). Османски порази у рату су изазвали султана Мехмеда да и сам преузме личну команду над војском, он је био један од првих [[султан|султа̂]н]а који се прикључио бици, пратећи Сулејмана I. Османлије су освојиле Егер 1596. год. Након саслушања приступа Хабзбурга, Мехмед је хтео да отпусти војску и врати је у Истанбул. Међутим, Османлије су коначно одлучиле да се суоче са непријатељима и победиле Хабзбуршке и Трансилванијске снаге у бици код Кересзтеса (позната у турској и као Битка код Хаџова), током које је султан морао да се повуче бежећи из поља у пола битке. По повратку у Истанбул, Мехмед је рекао својим везирима да ће поново отићи у војни поход. Следеће године, млетачки бајло је у Истанбулу приметио да су лекари изјавили да султан не може да иде у рат због његовог лошег здравственог стања, а разлог тога је највероватније што му се нешто налазило у јелу и пићу.
Као награда за своје услуге у рату, Џигалазад Јусуф Синан-паша је постављен за великог везира око 1596 год. Међутим са притиском суда и његове мајке, Мехмед је поново дао позицију Дамат Ибрахим-паши.

## Џелали побуна
Други велики догађај његове владавине биле су Џелали побуне у Анадолији. Карајазиџи Абдулхалим, бивши османски званичник, је заузео град Урфа (данас Шанлијурфа) и прогласио себе за султана 1600 године. Гласине о његовом захтеву прошириле су се и у Истанбулу, па све до Мехмедових ушију, чувши вест, Мехмед је наредио побуњеницима да растерају и удаве Абдулхалима. 1601 године, Абдулхамил је побегао близу Самсуна, након што је поражен снагама Сокулузаде Хасан-паше, гувернера Багдада. Међутим, његов брат, Кафе Хасан је убио Хасан-пашу, и поразио његове трупе под командом Хадим Хусрев-паше. Затим су марширали до Кутахје, заробивши град и спаливши га.

## Односи са Енглеском
Године 1599, која је била пета година Мехмедове владавине, енглеска краљица Елизабета I послала је конвој поклона Мехмеду и Османској престоници. Ови поклони су првобитно били намењени за Мехмедовог претходника, Мурата III, који је умро пре него што су стигли. Укључено у овим даровима био је велики драгуљ-студед, који је, како се говорило имао моћ исцељења и љубави. Такође, међу Енглеским поклонима био је и церемонијални тренер, у пратњи писма које је Краљица послала Мехмедовој мајци Сафији. Ови поклони били су за циљ да учврсте односе између две земље, ослањајући се на трговинском споразуму који је потписан у 1581, који је такође дао Енглеским трговцима приоритет у Османској држави. Османлије су негде потписали савез са Енглезима када им је била потребна помоћ у борби против Шпанаца, а сумња се да су до краја царства остали у добрим односима.

## Лични живот
Мехмед је рођен у Маниси, као син султана Мурата III, кога је наследио 1595. године. Његова мајка је била Султанија Сафије,Албанка из Дукађини.
Мехмед је имао две конкубине; Хандан која је била Гркиња са њом је имао наследника Ахмеда, три принца који су умрли као деца и две кћери Камершах и Хатиџе; и Халиме, ћерку Акуџ-бега, са којом је имао два сина Мустафу и Махмуда, као и ћерке Ајше и Шах. Поред њих, једна конкубина која се звала Елена, имала је сина Јахју.
Иако је био најозлоглашенији владар у историји Османског царства, чињеница је да је Мехмед III био велики покровитељ уметности. Он је на свом двору окупљао разне уметнике из исламског света, као и из Европе.

## Убиство принца Махмуда
Најстарији Мехмедов син, принц Махмуд, беше задављен око 1603. године, мало пред смрт Мехмеда, највиша особа која је имала утицаја у овоме била је Мехмедова мајка султанија Сафија, пошто са султанијом Халиме, Махмудовом мајком, није била у добрим односима, а ако би Махмуд постао султан, онда би харем припао његовој мајци. Зато је наговорила сина Мехмеда да га погуби, лажући га да ће га Махмуд свргнути с трона. Мехмед је у све то поверовао, па је 1603. године наредио погубљење свој најстаријег сина Махмуда. Након Махмудове смрти, наследно право на султанат припало је његовом другом сину, Ахмеду.

## Смрт
Мехмед је преминуо 22. децембра 1603. године, а разлог његове смрти је тровање. Према неким изворима, док се враћао у своју палату, један старац је Мехмеду пресрео пут говорећи му како ће га смрт убрзо снаћи и да ће се грчити од болова, од тог тренутка Мехмеда је обузео страх, те је избегавао да једе и пије, и на крају је умро. После њега, на престо је ступио његов четрнаестогодишњи син Ахмед I.

## Породица
Супруге
- Султанија Хандан (ум. 1605) — мајка Ахмеда I
- Султанија Халиме (ум. 1643) — мајка Мустафе I
- непозната конкубина (ум. 1598) — умрла 1598. од куге заједно са својим сином
- непозната конкубина (ум. 1596) — поклоњена од стране султаније Сафије свом сину. Како је Сафије била против Мехмедове одлуке да иде на поход Мађарске, послала му је намесницу која је по жељи његове мајке покушала да га убеди да не иде. Речено је да ју је султан Мехмет избо ножем због смелости.
- непозната конкубина — мајка принца Џихангира и мехмедове најмлађе кћери
- Елена-хатун — мајка принца Јахје

Мушка деца
Мехмед III је имао девет синова:
- шехзаде Селим (јануар 1585 — 20. април 1597; мајка — Хандан) — сматран престолонаследником све до године када је умро од шарлаха.
- шехзаде Сулејман (1593 — 1598; мајка — Хандан) — умро од куге.
- шехзаде Махмуд (1586 — 7. јун 1603; мајка — Халиме) — смартан престолонаследником шест година. Погубљен по наређењу свог оца Мехмета III.
- Принц Јахја (1589 — 1649; мајка — Елена-хатун)
- Ахмед I (18. април 1589 — 22. новембар 1617; мајка — Хандан)
- шехзаде Осман (1596 — 1602; мајка — Хандан)
- шехзаде ... (1598 — мај 1598) — син са непознатом конкубином, умро од куге у мају 1598. године, заједно са мајком.
- шехзаде Џихангир (1598 — 1602; мајка — непозната конкубина)
- Мустафа I (1599 — 20. јануар 1639; мајка — Халиме)

Женска деца
Мехмед III је имао пет кћери:
- Хатиџе-султанија (Маниса, 1583 — Истанбул, након 1617; мајка — Хандан)
- Ајше-султанија (Маниса, 1588 — Истанбул, 1614; мајка — Халиме)
- Шах-султанија (Маниса, 1587 — Истанбул, 1618; мајка — Хандан); удата 1605. године за Мустафа-пашу, преудата 1612. године за Махмуд-пашу.
- Халиме-султанија (Маниса, 1590 — Истанбул, након 1623; мајка — Халиме)
- кћи (Истанбул, 1598 — Истанбул, 1628 ; мајка — непознато); удата 1614. године за Кадизаде Али-пашу (ум. 1616)

## Породично стабло
|  |                      |  |  |  |  |  |  |  |  |  |  |  |  |  |  |  |
|  | 8. Сулејман I        |  |  |  |  |  |  |  |  |  |  |  |  |  |  |  |
|  |                      |  |  |  |  |  |  |  |  |  |  |  |  |  |  |  |
|  |                      |  |  |  |  |  |  |  |  |  |  |  |  |  |  |  |
|  | 4. Селим II          |  |  |  |  |  |  |  |  |  |  |  |  |  |  |  |
|  |                      |  |  |  |  |  |  |  |  |  |  |  |  |  |  |  |
|  |                      |  |  |  |  |  |  |  |  |  |  |  |  |  |  |  |
|  | 9. Султанија Хурем   |  |  |  |  |  |  |  |  |  |  |  |  |  |  |  |
|  |                      |  |  |  |  |  |  |  |  |  |  |  |  |  |  |  |
|  |                      |  |  |  |  |  |  |  |  |  |  |  |  |  |  |  |
|  | 2. Мурат III         |  |  |  |  |  |  |  |  |  |  |  |  |  |  |  |
|  |                      |  |  |  |  |  |  |  |  |  |  |  |  |  |  |  |
|  |                      |  |  |  |  |  |  |  |  |  |  |  |  |  |  |  |
|  | 5. Султанија Нурбану |  |  |  |  |  |  |  |  |  |  |  |  |  |  |  |
|  |                      |  |  |  |  |  |  |  |  |  |  |  |  |  |  |  |
|  |                      |  |  |  |  |  |  |  |  |  |  |  |  |  |  |  |
|  | 1. Мехмед III        |  |  |  |  |  |  |  |  |  |  |  |  |  |  |  |
|  |                      |  |  |  |  |  |  |  |  |  |  |  |  |  |  |  |
|  |                      |  |  |  |  |  |  |  |  |  |  |  |  |  |  |  |
|  | 3. Султанија Сафије  |  |  |  |  |  |  |  |  |  |  |  |  |  |  |  |
|  |                      |  |  |  |  |  |  |  |  |  |  |  |  |  |  |  |
|  |                      |  |  |  |  |  |  |  |  |  |  |  |  |  |  |  |